# Mario Giannini
Mario Giannini (Bari, 9 agosto 1925 – 3 luglio 2000) è stato un sindacalista e politico italiano.

## Biografia
Sindacalista della CGIL, dal 1960 al 1965 è segretario generale della Camera del Lavoro di Bari.
Ricoprì la carica di deputato per tre legislature, venendo eletto col Partito Comunista Italiano alle politiche del 1968 (26.481 preferenze), alle politiche del 1972 (32.802 preferenze) e alle politiche del 1976 (35.106 preferenze). Terminò il mandato parlamentare nel 1979.